# Грімоальд II (герцог Беневентський)
Грімоальд II (†680), герцог Беневентський (677–680), син герцога Ромоальда I.
Був дуже молодим, а тому від його імені правила його мати Теодрада, дочка герцога Фріульського Лупуса. Про його одруження та смерть нічого невідомо. Йому спадкував брат Гізульф.